# 巴尔达拉塞特
巴尔达拉塞特，是西班牙马德里自治区的一个市镇。总面积64平方公里，总人口663人（2001年），人口密度10人/平方公里。